# Gran Premio di Germania 1986
Il Gran Premio di Germania 1986 è stata la decima gara del campionato di Formula 1 del 1986, si è svolto il 27 luglio sul circuito del Hockenheimring ed è stato vinto da Nelson Piquet su Williams-Honda.

## Qualifiche
| Pos | No | Pilota             | Costruttore            | Q1          | Q2          | Distacco |
| --- | -- | ------------------ | ---------------------- | ----------- | ----------- | -------- |
| 1   | 2  | Keke Rosberg       | McLaren-TAG Porsche    | 1.42:478    | 1.42:013    |          |
| 2   | 1  | Alain Prost        | McLaren-TAG Porsche    | 1.43:373    | 1.42:166    | +0,153   |
| 3   | 12 | Ayrton Senna       | Lotus-Renault          | 1.45:212    | 1.42:329    | +0,316   |
| 4   | 20 | Gerhard Berger     | Benetton-BMW           | 1.44:493    | 1.42:541    | +0,528   |
| 5   | 6  | Nelson Piquet      | Williams-Honda         | 1.43:852    | 1.42:545    | +0,532   |
| 6   | 5  | Nigel Mansell      | Williams-Honda         | 1.42:696    | 1.43:086    | +0,683   |
| 7   | 7  | Riccardo Patrese   | Brabham-BMW            | 1.46:094    | 1.43:348    | +1,335   |
| 8   | 25 | René Arnoux        | Ligier-Renault         | 1.43:991    | 1.43:693    | +1,680   |
| 9   | 19 | Teo Fabi           | Benetton-BMW           | senza tempo | 1.44:001    | +1,998   |
| 10  | 27 | Michele Alboreto   | Ferrari                | 1.46:319    | 1.44:308    | +2,295   |
| 11  | 28 | Stefan Johansson   | Ferrari                | 1.46:847    | 1.44:346    | +2,333   |
| 12  | 11 | Johnny Dumfries    | Lotus-Renault          | 1.47:845    | 1.44:768    | +2,755   |
| 13  | 16 | Patrick Tambay     | Lola-Ford              | 1.47:221    | 1.44:979    | +2,966   |
| 14  | 26 | Philippe Alliot    | Ligier-Renault         | 1.45:047    | 1.45:905    | +3,034   |
| 15  | 3  | Martin Brundle     | Tyrrell-Renault        | 1.49:406    | 1.45:432    | +3,419   |
| 16  | 14 | Jonathan Palmer    | Zakspeed               | 1.47:167    | 1.45:887    | +3,874   |
| 17  | 17 | Christian Danner   | Arrows-BMW             | 1.49:439    | 1.46:355    | +4,342   |
| 18  | 4  | Philippe Streiff   | Tyrrell-Renault        | 1.47:371    | 1.48:397    | +5,358   |
| 19  | 15 | Alan Jones         | Lola-Ford              | 1.51:918    | 1.47:517    | +5,505   |
| 20  | 8  | Derek Warwick      | Brabham-BMW            | 1.48:206    | senza tempo | +6,193   |
| 21  | 18 | Thierry Boutsen    | Arrows-BMW             | 1.49:240    | 2.03:702    | +7,227   |
| 22  | 24 | Alessandro Nannini | Minardi-Motori Moderni | 1.50:224    | 1.49:369    | +7,356   |
| 23  | 23 | Andrea de Cesaris  | Minardi-Motori Moderni | 1.50:900    | 1.50:066    | +8,053   |
| 24  | 29 | Huub Rothengatter  | Zakspeed               | 1.52:461    | 1.50:918    | +8,905   |
| 25  | 21 | Piercarlo Ghinzani | Osella-Alfa Romeo      | senza tempo | 1.56:468    | +14,455  |
| 26  | 22 | Allen Berg         | Osella-Alfa Romeo      | 1.56:959    | senza tempo | +14,946  |

## Ordine d'arrivo
| Pos | No | Pilota             | Costruttore            | Giri | Tempo/Ritiro                     | Pos. griglia | Punti |
| --- | -- | ------------------ | ---------------------- | ---- | -------------------------------- | ------------ | ----- |
| 1   | 6  | Nelson Piquet      | Williams-Honda         | 44   | 1:22:08.263                      | 5            | 9     |
| 2   | 12 | Ayrton Senna       | Lotus-Renault          | 44   | + 15.437                         | 3            | 6     |
| 3   | 5  | Nigel Mansell      | Williams-Honda         | 44   | + 44.580                         | 6            | 4     |
| 4   | 25 | René Arnoux        | Ligier-Renault         | 44   | + 1:15.176                       | 8            | 3     |
| 5   | 2  | Keke Rosberg       | McLaren-TAG Porsche    | 43   | Mancanza di benzina              | 1            | 2     |
| 6   | 1  | Alain Prost        | McLaren-TAG Porsche    | 43   | Mancanza di benzina              | 2            | 1     |
| 7   | 8  | Derek Warwick      | Brabham-BMW            | 43   | + 1 Giro                         | 20           |       |
| 8   | 16 | Patrick Tambay     | Lola-Ford              | 43   | + 1 Giro                         | 13           |       |
| 9   | 15 | Alan Jones         | Lola-Ford              | 42   | + 2 Giri                         | 19           |       |
| 10  | 20 | Gerhard Berger     | Benetton-BMW           | 42   | + 2 Giri                         | 4            |       |
| 11  | 28 | Stefan Johansson   | Ferrari                | 41   | Rottura dell'alettone posteriore | 11           |       |
| 12  | 22 | Allen Berg         | Osella-Alfa Romeo      | 40   | + 4 Giri                         | 26           |       |
| Ret | 17 | Christian Danner   | Arrows-BMW             | 38   | Problemi al turbo                | 17           |       |
| Ret | 29 | Huub Rothengatter  | Zakspeed               | 38   | Cambio                           | 24           |       |
| Ret | 14 | Jonathan Palmer    | Zakspeed               | 37   | Motore                           | 16           |       |
| Ret | 3  | Martin Brundle     | Tyrrell-Renault        | 34   | Problemi elettrici               | 15           |       |
| Ret | 7  | Riccardo Patrese   | Brabham-BMW            | 22   | Problemi al turbo                | 7            |       |
| Ret | 23 | Andrea De Cesaris  | Minardi-Motori Moderni | 20   | Cambio                           | 23           |       |
| Ret | 24 | Alessandro Nannini | Minardi-Motori Moderni | 19   | Surriscaldamento                 | 22           |       |
| Ret | 11 | Johnny Dumfries    | Lotus-Renault          | 17   | Radiatore                        | 12           |       |
| Ret | 18 | Thierry Boutsen    | Arrows-BMW             | 13   | Problemi al turbo                | 21           |       |
| Ret | 26 | Philippe Alliot    | Ligier-Renault         | 11   | Motore                           | 14           |       |
| Ret | 21 | Piercarlo Ghinzani | Osella-Alfa Romeo      | 10   | Frizione                         | 25           |       |
| Ret | 4  | Philippe Streiff   | Tyrrell-Renault        | 7    | Motore                           | 18           |       |
| Ret | 27 | Michele Alboreto   | Ferrari                | 6    | Trasmissione                     | 10           |       |
| Ret | 19 | Teo Fabi           | Benetton-BMW           | 0    | Collisione con S.Johansson       | 9            |       |

## Classifiche

### Piloti
| Pos. | Pilota           | Punti |
| ---- | ---------------- | ----- |
| 1    | Nigel Mansell    | 51    |
| 2    | Alain Prost      | 44    |
| 3    | Ayrton Senna     | 42    |
| 4    | Nelson Piquet    | 38    |
| 5    | Keke Rosberg     | 19    |
| 6    | Jacques Laffite  | 14    |
| 7    | René Arnoux      | 14    |
| 8    | Stefan Johansson | 7     |
| 9    | Gerhard Berger   | 6     |
| 10   | Michele Alboreto | 6     |
| 11   | Martin Brundle   | 4     |
| 12   | Teo Fabi         | 2     |
| 13   | Riccardo Patrese | 2     |
| 14   | Philippe Streiff | 1     |

### Costruttori
| Pos. | Team                | Punti |
| ---- | ------------------- | ----- |
| 1    | Williams-Honda      | 89    |
| 2    | McLaren-TAG Porsche | 63    |
| 3    | Lotus-Renault       | 42    |
| 4    | Ligier-Renault      | 28    |
| 5    | Ferrari             | 13    |
| 6    | Benetton-BMW        | 8     |
| 7    | Tyrrell-Renault     | 5     |
| 8    | Brabham-BMW         | 2     |